# أفرو آيت الغازي (آيت اعزة الرك)
أفرو آيت الغازي هو دُوَّار يقع بجماعة النيف، إقليم تنغير، جهة درعة تافيلالت في المملكة المغربية. ينتمي الدوّار لمشيخة آيت اعزة الرك التي تضم 23 دوار. يقدر عدد سكانه بـ 98 نسمة حسب الإحصاء الرسمي للسكان والسكنى لسنة 2004.

## روابط خارجية
- البوابة الوطنية للجماعات الترابية
- المندوبية السامية للتخطيط